# Parafia Matki Boskiej Bolesnej w Mierzynie
Parafia pw. Matki Boskiej Bolesnej w Mierzynie – parafia rzymskokatolicka, należąca do dekanatu Szczecin-Pogodno, archidiecezji szczecińsko-kamieńskiej, metropolii szczecińsko-kamieńskiej. W parafii posługują księża archidiecezjalni. Według stanu na wrzesień 2018 proboszczem parafii był ks. prałat Zbigniew Wyka.

## Miejsca święte

### Kościół parafialny
Kościół pw. Matki Boskiej Bolesnej w Mierzynie - z XIII w.
Kościół pw. Matki Boskiej z Lourdes - pozwolenie na budowę wydane w 2013 r.

### Kościoły filialne i kaplice
Kaplica polowa

### Ołtarze
Oprócz ołtarza stałego w kościele, na obszarze parafii znajdowały się także ołtarze tymczasowe m.in.: 
W roku 2020, z okazji uroczystości Bożego Ciała, cztery ołtarze z których czwarty był na parkingu przy cmentarzu